# Asterivora marmarea
Asterivora marmarea là một loài bướm đêm thuộc họ Choreutidae. Nó được tìm thấy ở New Zealand.
Ấu trùng ăn các loài Celmisia.